# Learjet 60
Learjet 60 (LJ605) — реактивный административный среднемагистральный (бизнес-джет) самолёт производства компании Bombardier Aerospace. Именуется также как Bombardier Learjet 60.

## История самолета
Learjet 60 с удлинённым фюзеляжем и более мощными двигателями представляет собой улучшенную версию самолёта Learjet 55. Первый полёт самолёт совершил 10 октября 1990 года, сертификат лётной годности получил в январе 1993 года.
Learjet 60 отличается от своего прототипа Learjet 55 рядом конструктивных изменений, связанных с улучшением аэродинамических свойств самолёта, увеличением мощности двигателей, установкой конструктивно новых законцовок крыла, изменением формы зализов в области сочленения крыла с фюзеляжем на более обтекаемые формы, увеличением хорды крыла, а также изменением формы передней кромки крыла. Данные изменения позволили улучшить управляемость на малых скоростях и уменьшить лобовое сопротивление. Для установки новых двигателей были разработаны новые пилоны. Для повышения характеристик устойчивости и управляемости, в частности на малых скоростях полёта, в хвостовой части фюзеляжем снизу установлены два «аэродинамических гребня». Установка аэродинамических гребней в форме греческой буквы Δ де́льта предопределило название самолета «Delta Fins» (Дельта-кили).

Панели кабины экипажа самолета Бомбардье Леарджет 60

Стандартный пакет авионики, установленный в Learjet 60, — это Collins Proline 4 System с системой управления полетом (FMS). Во время первоначального производства Collins FMS-850 устанавливалась на все модели Learjet 60; а затем, после того, как было произведено четырнадцать самолетов, стал доступен Universal UNS-1B в качестве замены Collins FMS-850.
Всего было построено 314 самолётов, после чего в 2007 году производство временно прекращено, взята «производственная пауза».
Последней моделью самолёта была Learjet 60XR.

## Гражданские эксплуатанты

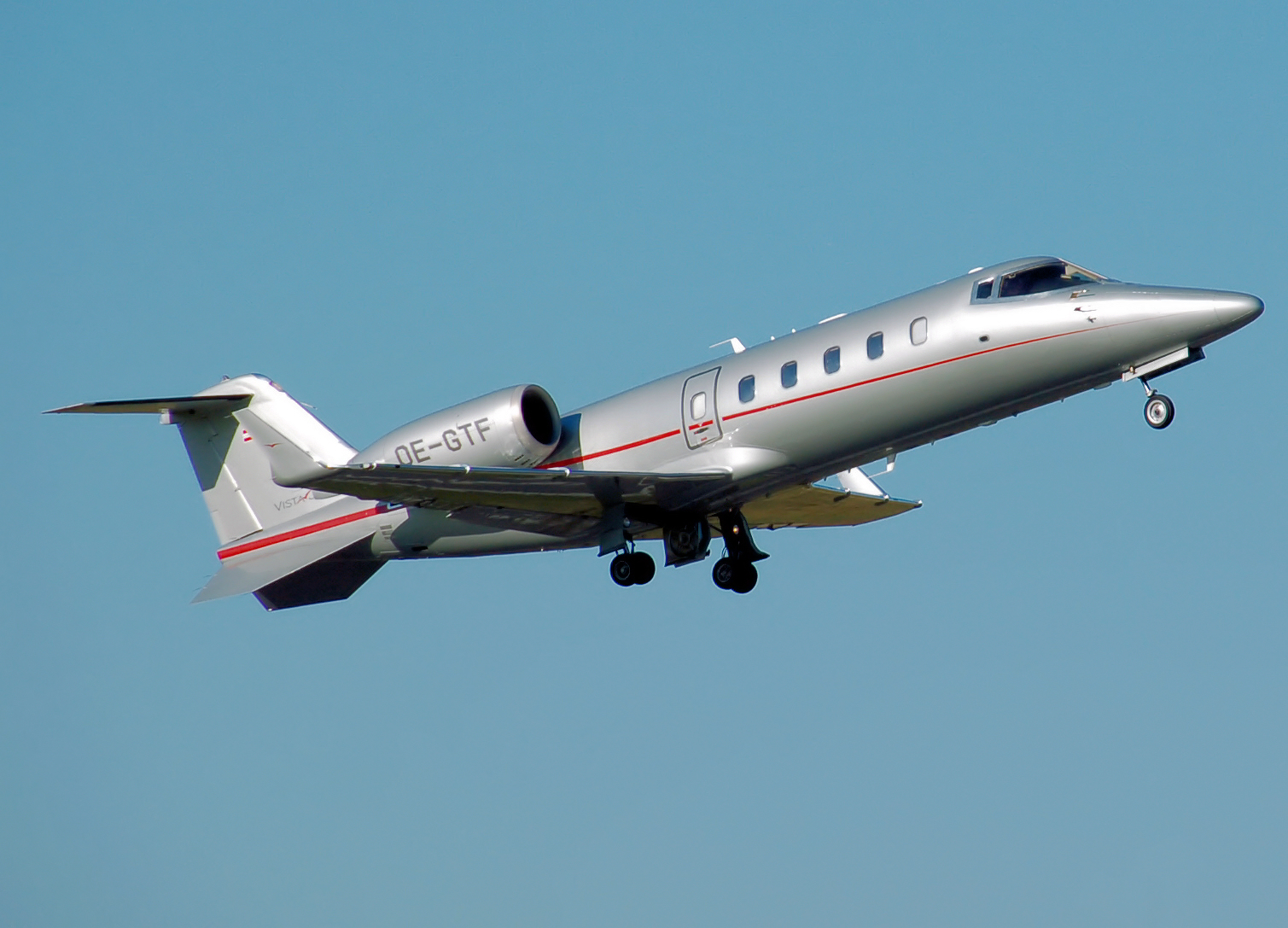
Learjet 60 компании VistaJet Holding SA на взлете

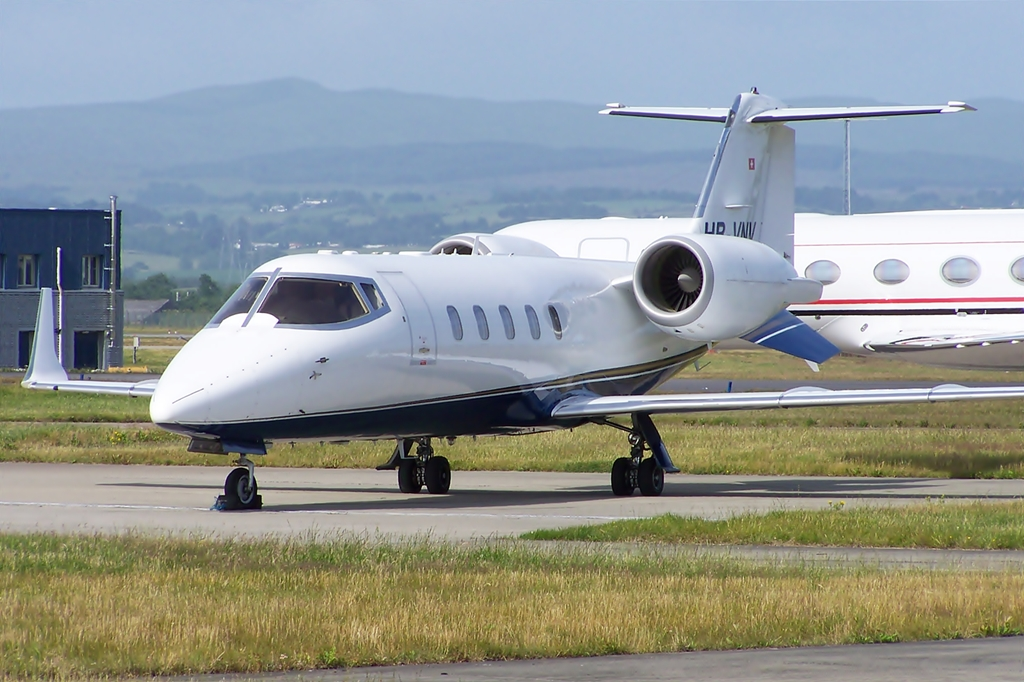
Learjet 60 в аэропорту Глазго

Эстония
Три Learjet 60 в компании Panaviatic AS
 Мальта
Один Learjet 60 в компании Eurojet Malta Limited.

## Военные и правительственные эксплуатанты
Аргентина
Один Learjet 60 в правительстве провинции Тукуман.
Один Learjet 60 в компании «Jefatura Del Estado Mayor»
 Колумбия
 ВВС Колумбии Один Learjet 60 для перевозки VIP-персон
 Северная Македония
Один Learjet 60 на замену в апреле 2005 года устаревшего Beechcraft Super King Air для перевозки VIP-персон
 Малайзия
Два Learjet 60 в ведении Департамента гражданской авиации Малайзии (DCAM).
 Мексика
 Один Learjet 60 в составе Военно-морских сил Мексики.
 Молдова
Один Learjet 60 в компании Nobil Air.
 США
Шесть Learjet 60 в ведении Федерального управления гражданской авиации США для проведения проверок навигационного оборудования.

## Лётно — технические характеристики

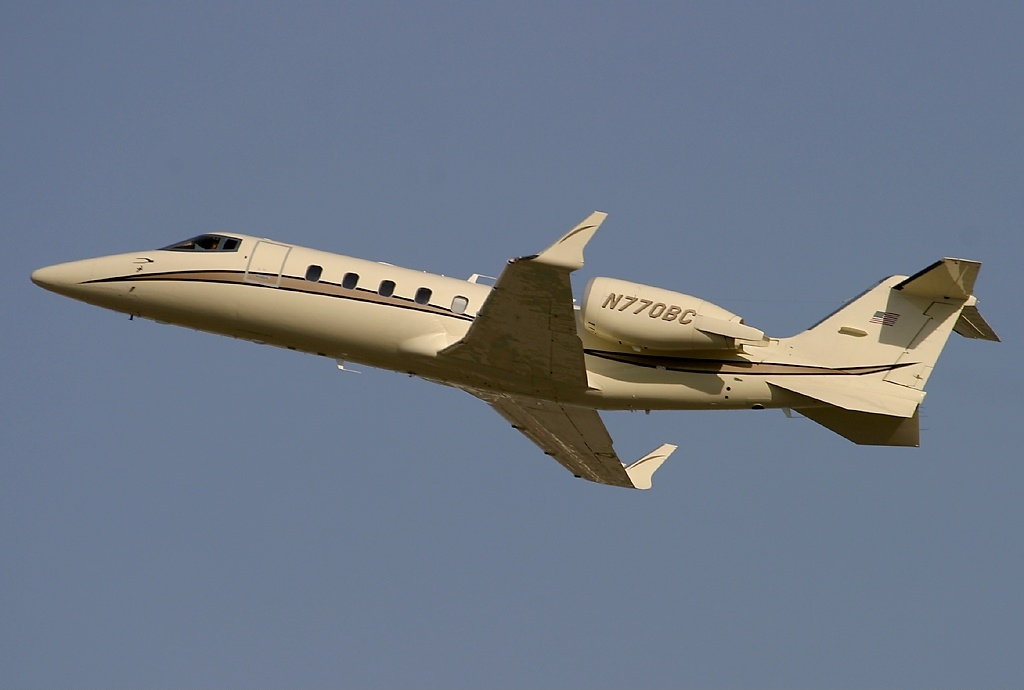
Learjet 60

Основные характеристики
- Экипаж: 2 человека (летчик и помощник)
- Пассажиры: 7 (9) пассажиров
- Длина: 17.881 м (58 ft 8 in)
- Размах крыла: 13.34 м (43 ft 9 in)
- Высота: 4.471 м (14 ft 8 in)
- Площадь крыла: 24.57 м2 (264.5 sq ft)
- Масса пустого: 6641 кг (14,640 lb)
- Максимальная взлётная масса: 10660 кг (23,500 lb)
- Двигательная установка: 2× Pratt & Whitney Canada PW305A ТВД, 20,46 kN (4,600 lbf) каждый

 Лётные характеристики 
- Максимальная скорость: 839 км/ч (522 mph, 453 knots) на 25 000 футов (7600 м)
- Крейсерская скорость: 778 км/ч (484 mph, 420 knots) at 45 000 футов (14 000 м)
- Практическая дальность: 4461 км (2,773 mi, 2,4095 nmi) (4 пассажира)
- Практический потолок: 15545 м (51,000 ft)
- Скороподъёмность: 22,9 м/с (4,500 ft/mi)

## Аварии и катастрофы
По состоянию на 8 июля 2020 года в различных происшествиях было потеряно 7 самолётов Learjet 60. При этом погибли 7 человек.
| Дата       | Бортовой номер | Место                   | Жертвы | Краткое описание |
| ---------- | -------------- | ----------------------- | ------ | --- |
| 14.01.2001 | N1DC           | Трой                    | 0/2    | При посадке столкнулся с двумя оленями и выкатился за пределы ВПП. |
| 07.10.2002 | N5027Q         | Санта-Крус-ду-Сул       | 1/5    | Во время дождя выкатился за пределы ВПП и столкнулся с препятствием. |
| 19.09.2008 | N999LJ         | Колумбия                | 4/6    | Из-за разрушения колеса шасси самолёт выкатился за пределы ВПП, пробил заграждение, пересёк шоссе, врезался в насыпь и загорелся. В катастрофе выжили Трэвис Баркер и Адам Гольдштейн.                  |
| 07.06.2012 | N500SW         | Аспен                   | 0/8    | При посадке сломал правую стойку шасси. |
| 05.05.2013 | N119FD         | Валенсия (Венесуэла)    | 2/2    | При посадке упал на дома. |
| 2014       | XA-JWM         | Форт-Лодердейл/Холливуд | 0/0    | Повреждён в ангаре. |
| 13.11.2014 | D-CGEO         | Берлин                  | 0/6    | Во время полёта оторвалась грузовая дверь. Часть багажа вылетело за пределы салона. В числе пассажиров на борту самолёта находился Боно. Самолёт благополучно приземлился в Берлине и был восстановлен. |
| 04.04.2018 | N759SH         | Хьюстон                 | 0/0    | Повреждён во время урагана. |
| 09.05.2020 | 5A-UAE         | Триполи                 | 0/0    | Уничтожен во время миномётного обстрела. |